# Romeo Drucker
Romeo Drucker (Rijeka, 23. svibnja 1956.), slovensko-hrvatski violinist. 

## Životopis

### Obrazovanje
Njegov prvi nastavnik violine u muzičkoj školi »Ivan Matetić Ronjgov« bio je prof. Ivan Penel koji ga je u glazbenoj naobrazbi vodio sve do završetka srednje škole. Studij je nastavio i diplomirao na Akademiji za glasbo u Ljubljani u klasi prof. Dejana Bravničara. Usavršavao se kod slavnog ruskog violinista i pedagoga Grigorija Žislina.

### Karijera
Romeo Drucker je već kao student postao članom orkestra Slovenske filharmonije gdje je djelovao punih 20 godina (1974. – 1993.) od toga 17 godina kao vođa drugih violina.Od 1983. godine je suosnivač i član gudačkog kvarteta Tartini s kojim redovito nastupa na domaćoj i međunarodnoj sceni. Kao član kvarteta Tartini, u sastavu orkestra Slovenske filharmonije ili kao solist te komorni glazbenik u različitim sastavima koncertirao je u glazbenim centrima i eminentnim svjetskim dvoranama kao što su: Barcelona (Teatro Liceu), Venecija (Teatro la Fenice), Berlin (Konzerthaus), Buenos Aires (Teatro Colon), Beč (Konzerthaus, Gesellschaft der Musikfreunde), Genova (Teatro Carlo Felice), Leipzig (Gewandhaus), Madrid (Teatro Real), Milano (Sala Verdi), Moskva (Kongresna dvorana u Kremlju), Pariz (Musee des Invalides), München ( Residenz, Herkules Saal ), Salzburg (Festspielhaus, Gotischer Saal – Mozart Serenaden, Ženeva (Grand Theatre), Prag (Rudolfinum), Sankt-Peterburg (Filharmonija), Wiesbaden (Kurhaus), New York (Carnegie Hall) i u mnogim drugim. 
Od 1993. godine ima status slobodnog umjetnika te nastupa solistički, u duu sa suprugom – pijanisticom Aleksandrom Alavanja Drucker, u komornim sastavima (Gudački kvartet Tartini, Collegium musicum Maribor, Ensemble Wien – Ljubljana) a povremeno je sudjelovao kao koncermajstor komornog ansambla Slovenicum i komornog orkestra Friuli Venezia Giulia. Kao solist je nastupao s orkestrom Slovenske filharmonije, komornim ansamblom Slovenicum, orkestrom Camerata Carinthia, orkestrom opere NK Ivan pl. Zajc i dr....Snimao je za različite radio i televizijske kuće (RTV Slovenija, Stradivarius – Milano, Thymallus – Milano, TV Suisse Romande, ORF Austrija, Deutschland Radio Berlin, Euroradio). Kao član kvarteta Tartini snimio je seriju CD ploča s djelima Dvořáka (Američki kvartet), Ravela (Kvartet F dur), Mozarta (Integralna snimka svih kvarteta s flautom s prvim flautistom orkestra Teatra alla Scala di Milano Davidom Formisanom), Schuberta (Smrt i djevojka), Chaussona (Koncert za violinu, klavir i gudački kvartet s Francom Gullijem i Enricom Cavallo) te seriju ploča s djelima slovenskih skladatelja.
U svojoj karijeri Romeo Drucker je kao orkestralni umjetnik surađivao s mnogim dirigentima od kojih vrijedi spomenuti imena kao što su: Kiril Kondrašin, Moshe Atzmon, Stanislav Wislocki, Carlos Kleiber, Zubin Mehta, Lovro von Matačić, Neeme Järvi, Nikolaj Aleksejev, Wolf Dieter Hauschild, Hartmut Haenchen ,Milan Horvat i mnogi drugi
Na mnogim koncertima je kao komorni glazbenik nastupio s poznatim solistima među kojima su: flautistica Irena Grafenauer, harfistica Maria Graf, klarinetist Mate Bekavac, hornist Radovan Vlatković, pijanist Lovro Pogorelić, kontrabasist Gary Karr, violist Bruno Giuranna, čelist Rocco Filippini, hornist Peter Damm, flautist Davide Formisano, violončelistica Monika Leskovar, violinist Wolfgang Sengstschmid, pijanist Daniel Goldstein, violinist Franco Gulli, pijanistica Enrica Cavallo, oboist Albrecht Meyer, violinist Arvid Engegard, pijanist Konstantin Bogino, gitarist Alirio Diaz, gitaristica Maria Livia Sao Marcos, violist Harald Schoneweg, pijanistica Jasminka Stančul, pijanist Anthony Spiri i mnogi drugi.

## Nagrade
Romeo Drucker je dobitnik dviju studentskih Prešernovih nagrada – Akademije za glasbo (1980) i Univerziteta u Ljubljani (1981), te nagrade Prešernove zaklade (2001) za najviša umjetnička dostignuća na području glazbene kulture. U povodu proslave 300 godišnjice Academiae Philharmonicorum Labacensum dodijeljena mu je plaketa za posebne zasluge na području glazbene kulture.
Od sezone 2004./2005. je angažiran kao prvi koncertmajstor orkestra Opere HNK Ivana pl. Zajca i orkestra Riječke Filharmonije. Romeo Drucker svira na dragocjenom instrumentu kojeg je 1850. godine izradio francuski majstor – graditelj violina Jean Joseph Honore Derazay.

## Vanjske poveznice
- http://www.tartiniquartet.com